# یوتلاند

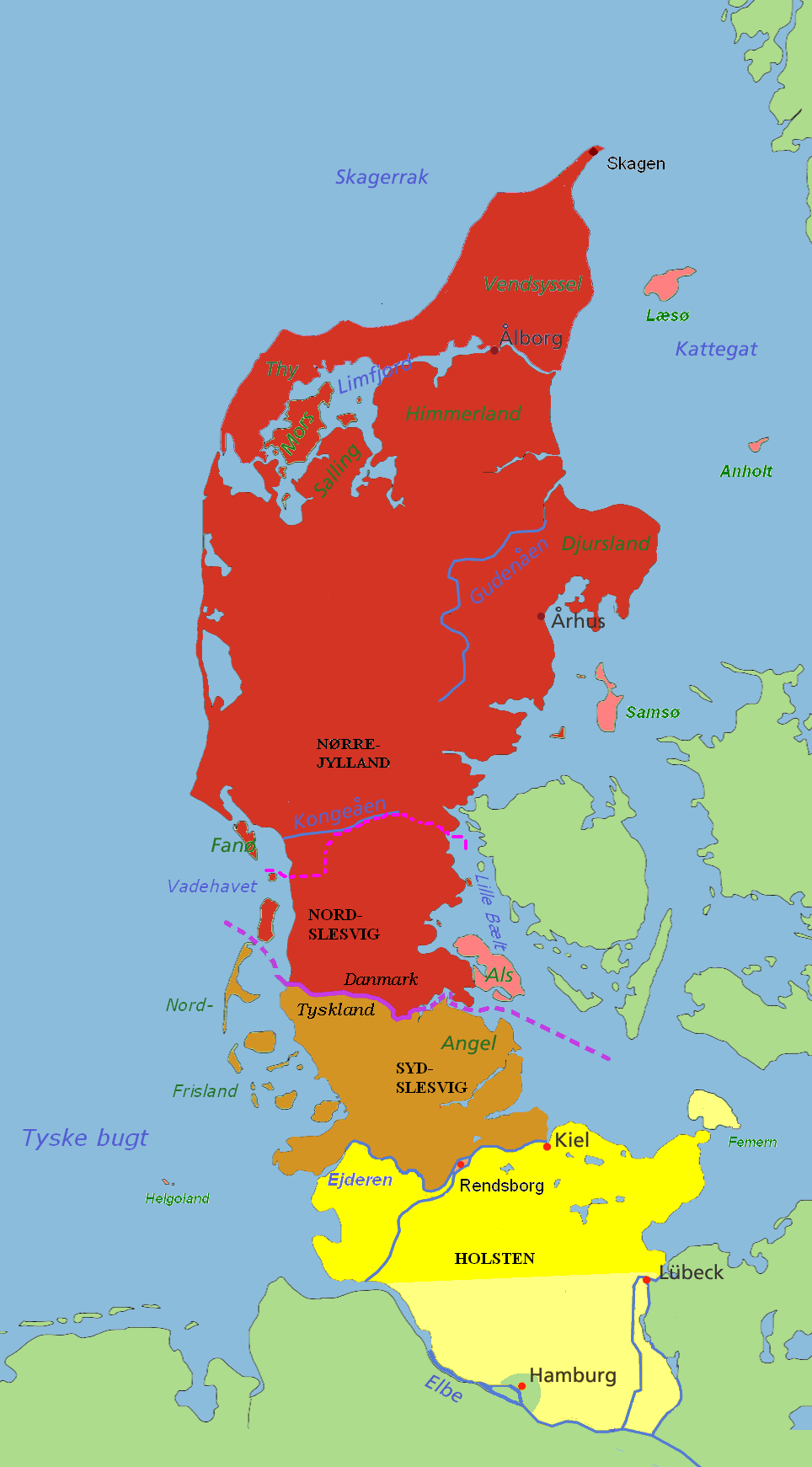
نقشهٔ شبه‌جزیرهٔ یوت‌لاند

یولاند (به دانمارکی: Jylland)، یوتلاند (به انگلیسی: Jutland)، (به آلمانی: Jütland) شبه‌جزیره‌ای در شمال اروپا است که شامل بخش بزرگ‌تر کشور دانمارک و بخش هایی از شمال آلمان می‌شود. دو شهر بزرگ و مهم آن، آرهوس و آلبورگ هستند.